# 조수비
조수비(趙秀妃, 1941년 9월 30일 ~ )는 대한민국의 소설가이다.

## 학력
- 숙명여자대학교 국어국문학과